# Воймерицкий крест
Во́ймерицкий крест (или Во́ймирицкий крест) — двухметровый каменный крест, памятник древнеславянской письменности. В конце XIX века обнаружен в деревне Во́ймерицы (Во́ймирицы) Боровичского уезда Новгородской губернии. Высеченная на нём надпись палеографически датируется XI или XII веком. С 1965 года хранился в фондах Новгородского музея-заповедника, а с 1974 года представлен в его основной экспозиции. Копия Воймерицкого креста есть в этнографическом интерактивном парке-музее «Славянская деревня X века» в Новгородской области.

## Этимология
Название дано по месту обнаружения памятника — деревни Воймерицы (Воймирицы) Любытинского района Новгородской области. По преданию, «крест приплыл по воде и сам остановился в данном месте».

## История
Первое упоминание о памятнике датируется 1897 годом, когда один из чиновников Новгородской губернии сообщил в Императорскую археологическую комиссию в Санкт-Петербург, «что в часовне во имя святых Петра и Павла близ деревни Воймирицы Боровичского уезда Новгородской губернии находится большой каменный крест с древней надписью и ещё два небольших креста». Его первое исследование было проведено в 1898 году палеографом Ильёй Шляпкиным, который датировал надпись не позже XIII века. Помимо обследования, крест был вынесен из часовни и сфотографирован тверским фотографом С. Д. Кринским.
Позднее, но не ранее 1931 года, часовня, где хранился крест, была снесена, а сам памятник остался «лежать в поле между берегом реки Мсты и деревней Воймерицы». В 1961 году после публикации в местной газете статьи учителя Любытинской средней школы А. Н. Кобиясова «По следам легенды» к памятнику древности вновь возник интерес, и в 1965 году он по инициативе историка Валентина Янина был перевезён в Новгородский музей-заповедник и первоначально находился в сквере у Грановитой палаты, а позже был перемещён ко входу в Софийский собор, где находился вплоть до первой половины 1970-х годов. С 1974 года выставлен в основной экспозиции музея.

## Размеры памятника
- Общая высота видимой (находящейся над землёй) части — 188 см;
- Длина перекладины — 88 см;
- Расстояние от вершины креста до центра средокрестия — 57 см;
- Диагональ средокрестия (слева снизу вверх вправо) — 91 см;
- Диагональ средокрестия (справа снизу вверх влево) — 88 см;
- Ширина мачты в узком месте под средокрестием — 33 см;
- Ширина мачты у основания — 51 см;
- Ширина верхней лопасти в узком месте над средокрестием — 28 см;
- Наибольшая ширина верхней лопасти — 43 см;
- Ширина левой лопасти у средокрестия — 30 см;
- Наибольшая ширина левой лопасти — 36 см;
- Ширина правой лопасти у средокрестия — 29 см;
- Наибольшая ширина правой лопасти — 36 см;
- Средняя толщина креста — 20 см[1].

## Надпись
Надпись на кресте лапидарная. Сохранилась хорошо, но немного истёрта, в нескольких местах поцарапана. В верхней левой части креста поверхность камня приобрела белёсую окраску, не исключено, что к этому месту часто прикладывались богомольцы. Поле надписи длиной 77 см, высотой — 49 см. Надпись выполнена носителем новгородского диалекта.
Правильная трактовка надписи, за исключением ряда букв, была дана уже после первого исследования И. А. Шляпкина. С 1970-х годов общепринятой считается «Б(о)гоуславоу и Лазареви братья и мати Мирослава поставили хр(е)ст Славоне делале» («[По] Богуславу и Лазарю [их] братья и [их] мать Мирослава поставили [этот] крест. Сделал Славон»).
Высеченный на камне текст, по мнению академика РАН, лингвиста А. А. Зализняка, «... напоминает надписи на скандинавских рунических камнях, поставленных в память погибших родственников», т. е. является памятным.
Среди специалистов также существуют различные мнения о времени создания надписи на Воймерицком кресте. Основные из оценок: первая половина XI века (Михеев С. М.), вторая половина XI—XII век (Рождественская Т. В.), XII век (Спицын А. А.), первая половина XII века (Зализняк А. А.).

Надпись на Воймерицком кресте, вероятно, является древнейшей сохранившейся древнерусской лапидарной надписью. К XI в. наряду с ней относятся лишь знаменитая надпись на Тмутараканском камне 1067/68 г. и […] фрагментарно сохранившаяся надпись на кресте из села Преградного на Северном Кавказе, широко датируемая XI в. При этом надпись на Воймерицком кресте является единственной лапидарной надписью XI в., созданной непосредственно на восточнославянской территории, а не на её периферии.
— Михеев С. М., канд. ист. наук, старший научный сотрудник Института славяноведения РАН.

## Копия Воймерицкого креста
В рамках проекта Любытинского краеведческого музея «Сла́воне делале» одним из новгородских предприятий была сделана копия Воймерицкого креста. 25 мая 2013 года она была водружена в Славянской деревне X века (Любытино). Высота копии — 188 см, длина перекладины — 88 см.

Воймерицкий крест уникален не только в новгородском масштабе, но и для всех восточных славян. На нём выбита единственная древнерусская надпись XI века на камне, которая была сделана непосредственно на восточнославянской территории.